# 查列
查列（？—？），中国舞蹈家，中国舞蹈家协会原副主席，中国文学艺术界联合会原全国委员会委员。